# Herbolari

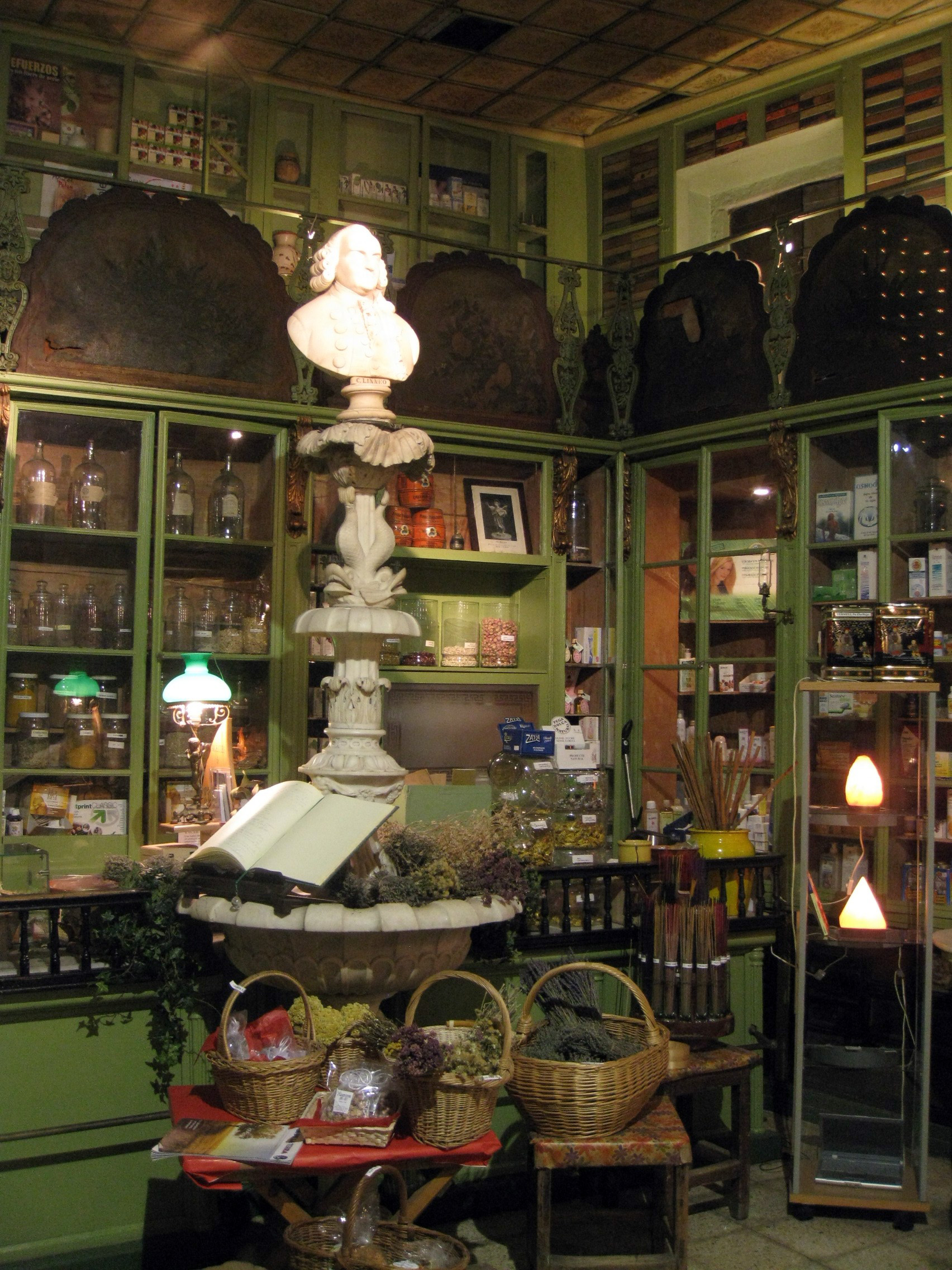
L'Herbolari del Rei a Barcelona

Un herbolari és una botiga on l'herbolari o la herbolària ven herbes i plantes medicinals.
Era un ofici molt important a l'edat mitjana, però actualment es situa en la medicina popular. El sant patró dels herbolaris és sant Ponç i es celebar l'11 de maig. Entre els més coneguts hi ha els remeiers de Vilanova de Sau, els de Barcelona o també els «herbaires i especiers» de la Cerdanya.